# 虾须草属
虾须草属（学名：Sheareria）是菊科下的一个属，为一年生、秃净、分枝草本植物。该属仅有虾须草（Sheareria nana）一种，分布于中国中南部和东部。